# What Time Is It? (bài hát)
"What Time Is It?" ca khúc mở đầu cho bộ phim nguyên bản của Disney Channel High School Musical 2. Ca khúc đã có mặt trong album nhạc phim High School Musical 2, và đã được phát hành làm đĩa đơn đầu tiên từ album này.
Bài hát ra mắt lần đầu tiên trên Radio Disney ngày 25 tháng 5 năm 2007. Đĩa đơn đã được phát hành ngày 16 tháng 7 năm 2007 trên toàn thế giới, và ngày 17 tháng 7 tại thị trường Mỹ.

## Định dạng
| Enhanced CD single | Enhanced CD single                                      | Enhanced CD single |
| STT                | Nhan đề                                                 | Thời lượng         |
| ------------------ | ------------------------------------------------------- | ------------------ |
| 1.                 | "What Time Is It?"                                      | 3:48               |
| 2.                 | "High School Musical 2" (movie trailer; enhanced video) | 2:09               |

| iTunes store single | iTunes store single                             | iTunes store single |
| STT                 | Nhan đề                                         | Thời lượng          |
| ------------------- | ----------------------------------------------- | ------------------- |
| 1.                  | "Radio Disney Interview: High School Musical 2" | 2:14                |
| 2.                  | "What Time Is It?"                              | 3:18                |

## Bảng xếp hạng
| Bảng xếp hạng (2007)         | Vị trí cao nhất |
| ---------------------------- | --------------- |
| Úc (ARIA)                    | 20              |
| Canada (Canadian Hot 100)    | 66              |
| Ireland (IRMA)               | 10              |
| Italy Digital Singles (FIMI) | 45              |
| Scotland (OCC)               | 8               |
| Anh Quốc (OCC)               | 20              |
| Hoa Kỳ Billboard Hot 100     | 6               |
| Hoa Kỳ Pop 100 (Billboard)   | 6               |

## Chứng nhận
| Quốc gia                                                    | Chứng nhận | Số đơn vị/doanh số chứng nhận |
| ----------------------------------------------------------- | ---------- | ----------------------------- |
| Hoa Kỳ (RIAA)                                               | Vàng       | 500.000‡                      |
| ‡ Chứng nhận dựa theo doanh số tiêu thụ và phát trực tuyến. |            |                               |